# Aleš Kot
Aleš Kot (* 27. září 1986 Ostrava) je česko-americký komiksový scenárista, který jako první Čech ve svém oboru prorazil v USA. Všechny své komiksy napsal v angličtině. Do USA se přestěhoval v roce 2009. Mezi lety 2013 a 2015 psal pro známá komiksová vydavatelství DC Comics a Marvel Comics. Vedle toho zejména v letech 2012 až 2020 vydal řadu autorských komiksů pro menší nakladatelství, jako jsou Image Comics, Valiant Comics nebo Dynamite Entertainment.

## Biografie

### Dětství
Narodil se v roce 1986 v Ostravě. Tam také vyrůstal a navštěvoval například jazykovou školu. Za dvanáct let své školní docházky vystřídal šest škol. V sedmnácti letech ze školy odešel definitivně. V téže době několikrát pobýval ve Spojeném království.
Ke komiksu se dostal již ve čtyřech letech, kdy mu rodiče při zápalu plic darovali komiks s kačerem Donaldem. Později mu jeho dědeček, řidič z povolání, daroval česká vydání komiksů Spider-Man a Barbar Conan. Nato začal číst komiksy v časopisech Score a CREW. Tehdy začal vytvářet své první vlastní komiksy. V osmnácti až dvaceti letech bydlel střídavě v Ostravě a v Praze. V témže věku napsal svou první komiksovou knihu, prozatím tzv. do šuplíku.

### Přestěhování do USA
Když mu bylo dvacet tři let přestěhoval se za svou tehdejší přítelkyní do Los Angeles v USA. S přítelkyní se nakonec vzali, ale později také rozvedli. Během manželství zažádal v USA o občanství a tzv. zelenou kartu. To mu také bylo nakonec uděleno. V USA nejdříve pracoval jako asistent veterináře a prodavač ve smoke shopu. Poté nastoupil do časopisu Coilhouse, který založila jeho tehdejší žena. Během rozhovorů, které pro časopis vedl, se seznámil například s Grantem Morrisonem. Později pracoval jako account executive pro velkou distribuční mediální společnost.

### Image Comics – Wild Children, Change, Zero
V roce 2011 nabídl dva původní náměty na komiksové minisérie vydavatelství Image Comics, oba byly přijaty. V červenci 2012 tak byla v USA vydána komiksová kniha Wild Children, která se zabývá tíživým dopadem vzdělávacího systému na mladistvé. Kniha se dostala do Top 10 nejprodávanějších grafických románů. Za první měsíc se jí prodalo 3 700 kusů. Autorem kreseb je Riley Rossmo. Od prosince 2012 do března 2013 byla u Image vydávána čtyřdílná minisérie Change. Prvního čísla se prodalo 6 400 kusů.
Od září 2013 píše pro Image Comics vlastní sérii nazvanou Zero. Prvního čísla se prodalo 20 300 kusů. Ta také byla (v roce 2014) vydána i v češtině, jako Kotův první komiks. V roce 2014 přišla nabídka na vytvoření seriálu dle komiksu. Kot byl vybrán jako scenárista testovacího pilotního dílu. Druhého čísla se prodalo již jen 9 000 kusů a poté počet prodaných kusů dále klesal. Sérii zakončil v červenci 2015 v čísle 18.
V březnu 2014 vydal u Image Comics one-shot The Darkness: Vicious Traditions, v červnu téhož roku poté The Darkness: Close Your Eyes.

### DC a Marvel – Suicide Squad, Secret Avengers, Iron Patriot
Roku 2013 byl najmut vydavatelstvím DC Comics, pro které napsal čtyři sešity Suicide Squad (#20–23), (květen až srpen 2013). Sešitu Suicide Squad #20 se prodalo 23 500 kusů. Pro DC měl připravený i jeden story-arc pro komiks ze světa Batmana určený pro sérii Legends of the Dark Knight, ale pro tvůrčí neshody z DC Comics odešel a příběh dosud nebyl vydán.
Při relaunchi vesmíru u Marvel Comics nazvaném All-New Marvel NOW! dostal Kot nabídky vést dvě pokračující série. V březnu 2014 bylo vydáno první číslo Secret Avengers vol. 3, a také první číslo nové série Iron Patriot. Prvního čísla Secret Avengers se prodalo 34 000 kusů a prvního čísla Iron Patriot 31 700 kusů. Na Secret Avengers se však podílel jako spoluautor již od prosince 2013, kdy s ním sérii psal Nick Spencer – jedná se o čísla Secret Avengers vol. 2 #12–16. Série Secret Avengers vol. 3 byla zastavena číslem 15 v dubnu 2015. Prodej Secret Avengers vol. 3 skončil na 15 000 kusech za číslo.
V červnu 2014 byl hostem pražského Crweconu. Od října 2014 vycházela jeho další série u Marvel Comics s názvem Bucky Barnes: Winter Soldier. Prvního čísla této série se prodalo 47 471 kusů. Poslední číslo (11) bylo vydáno v září 2015 a poté bez oznámení vydávání skončilo.

### Image Comics – The Surface, Material, Wolf, Generation Gone
Od března do srpna 2015 vydal další autorskou minisérii s názvem The Surface. Jedná se o žánr dystopické sci-fi. Kreslířem je Langdon Foss. Prvního čísla se prodalo 21 742 kusů. Poté minisérie klesla k 5 000 prodaných kusů za číslo.
Na konci května začala u Image Comics vycházet jeho další série s názvem Material. Prvního čísla se prodalo 11 700 kusů. U druhého čísla spadly tržby na polovinu. Po čísle 4 byla série zrušena a Kot oznámil, že by se k ní rád vracel jednou v roce prostřednictvím vydání samostatné komiksové knihy.
V červenci 2015 začala u Image Comics vycházet série Wolf, která je v žánrech fantasy, krimi a noir. Hlavním hrdinou je detektiv Antoine Wolfe, který se musí potýkat se zločinem i nadpřirozenem. Prvního čísla se prodalo 17 100 kusů. Série byla ukončena číslem 9 v červenci 2016.
O rok později, v červenci 2017, u Image Comics začal vydávat novou sérii s názvem Generation Gone. Následovaly Days Of Hate, The New World, Lost Soldiers a první sešit série Gunslinger Spawn.

## Adaptace
Již v roce 2014 Kot v rozhovorech uváděl, že byl osloven s nabídkou napsat testovací pilotní epizodu k seriálové adaptaci komiksu Zero. V roce 2017 podle něj měl být seriál stále v preprodukci, přičemž k dalšímu vývoji od té doby nedošlo.
V lednu 2020 se objevily zprávy, že společnost Warner Bros. chystá filmovou adaptaci Kotova komiksu The New World, kterou má Kot také produkovat. Vývoj filmu je ale stále v rané fázi.

## Osobní život
Aleš Kot je rozvedený. Dříve se označoval za bisexuála, později za nebinární osobu.

## Česká vydání
V České republice vydává komiksové knihy Aleše Kota nakladatelství CREW.
- 2014 – Zero 1 – Krize, (Zero #1–5, 2013–2014), originál: Vol. 1: An Emergency, 2014, překlad Filip Škába.
- 2015 – Zero 2 – V srdci všeho, (Zero #6–10, 2014), originál: Vol. 2: At The Heart Of It All, 2014.
- 2016 – Zero 3 – Vlčí něha, (Zero #11–14, 2014–2015), originál: Vol. 3: Tenderness Of Wolves, 2015.
- 2016 – Zero 4 – Kdo ohněm, (Zero #15–18, 2015), originál: Vol. 4: Who by Fire, 2015.
- 2020 – Sebevražedný oddíl 4: Výchova a trest, (Suicide Squad #20–23, 2013).

### Image Comics
- Wild Children (kniha, 2012)
- Change #1–4, (minisérie, 2012–2013)
- Zero #1–18, (série, 2013–2015)
- The Darkness: Vicious Traditions, (one-shot, 2014)
- The Darkness: Close Your Eyes, (one-shot, 2014)
- The Surface #1–4 (minisérie, 2015)
- Material #1–4 (zrušená série, 2015)
- Wolf #1–9 (série, 2015–2016)
- Generation Gone #1–5 (minisérie, 2017)
- Days Of Hate #1–12 (minisérie, 2018–2019)
- The New World #1–5 (minisérie, 2018)
- Lost Soldiers #1–5 (minisérie, 2020)
- Gunslinger Spawn #1 (spoluautor prvního sešitu, 2021)

### DC Comics
- Suicide Squad #20–23, (série, 2013)

### Vertigo Comics
- The Witching Hour #1, (one-shot, 2013)

### Marvel Comics
- Secret Avengers vol. 2 #12–16, (série, 2013–2014, spoluautor Nick Spencer)
- Secret Avengers vol. 3 #1–15, (série, 2014–2015)
- Iron Patriot #1–5, (minisérie, 2014)
- Original Sin: Secret Avengers Infinite Comics #1–2 (digitální komiks, 2014)
- Bucky Barnes: Winter Soldier #1–11, (série, 2014–2015)

### Valiant Comics
- Shadowman vol. 4 #12 (sešit, 2013)
- Dead Drop #1–4, (minisérie, 2015)

### Dynamite Entertainment
- James Bond: The Body #1-6 (minisérie, 2018)

### Titan Books
- Bloodborne #1–16 (2018–2019)

### Dark Horse Comics
- Eerie #4 (sešit, 2013)